# Woodway (Washington)
Woodway és una població dels Estats Units a l'estat de Washington. Segons el cens del July 1, 2008 tenia 1.133 habitants.

## Demografia
Segons el cens del 2000, Woodway tenia 936 habitants, 336 habitatges, i 280 famílies. La densitat de població era de 325,6 habitants per km².
Dels 336 habitatges en un 34,8% hi vivien nens de menys de 18 anys, en un 77,7% hi vivien parelles casades, en un 5,4% dones solteres, i en un 16,4% no eren unitats familiars. En el 14% dels habitatges hi vivien persones soles el 7,7% de les quals corresponia a persones de 65 anys o més que vivien soles. El nombre mitjà de persones vivint en cada habitatge era de 2,76 i el nombre mitjà de persones que vivien en cada família era de 3,02.
Per edats la població es repartia de la següent manera: un 24,4% tenia menys de 18 anys, un 4% entre 18 i 24, un 17,8% entre 25 i 44, un 34,1% de 45 a 60 i un 19,8% 65 anys o més.
L'edat mediana era de 47 anys. Per cada 100 dones de 18 o més anys hi havia 86,3 homes.
La renda mediana per habitatge era de 101.633 $ i la renda mediana per família de 109.428 $. Els homes tenien una renda mediana de 86.928 $ mentre que les dones 33.333 $. La renda per capita de la població era de 51.613 $. Aproximadament el 0,7% de les famílies i el 2,4% de la població estaven per davall del llindar de pobresa.

## Poblacions més properes
El següent diagrama mostra les poblacions més properes.